# Martot
 Martot  es una población y comuna francesa, en la región de Alta Normandía, departamento de Eure, en el distrito de Les Andelys y cantón de Pont-de-l'Arche.
En Martot el río Eure desemboca en el Sena.

## Demografía
| 246 | 270 | 294 | 508 | 505 | 435 |
| Para los censos de 1962 a 1999 la población legal corresponde a la población sin duplicidades (Fuente: INSEE [Consultar]) |     |     |     |     |     |